# Mirage (album Camel)
Mirage este al doilea album de studio al formației engleze de rock progresiv, Camel. A fost lansat în 1974 prin Gama Records/Deram Records. Albumul conține două dintre cele mai cunoscute melodii ale formației, "Lady Fantasy" și "White Rider". De asemenea, este albumul în care Andrew Latimer își demonstrează calitățile de flautist, în special în melodia "Supertwister".
Albumul conține cinci melodii din care două au o durată de peste nouă minute. Acestea sunt melodii alcătuite din mai multe părți: "Lady Fantasy" și "Nimrodel/The Procession/The White Rider", ultima fiind inspirată după Stăpânul inelelor a lui J.R.R. Tolkien.

## Lista de melodii

### Fața A
1. "Freefall" (Peter Bardens) - 5:53
2. "Supertwister" (Bardens) - 3:22
3. Nimrodel/The Procession/The White Rider" (Andrew Latimer) - 9:17

### Fața B
1. "Earthrise" (Bardens, Latimer) - 6:40
2. "Lady Fantasy" (Bardens, Latimer, Andy Ward, Doug Ferguson) – 12:45

- "Encounter"
- "Smiles for You"
- "Lady Fantasy"

### Melodii bonus de pe versiunea remasterizată 2002
1. "Supertwister" (live) - 3:14
2. "Mystic Queen" (live) - 6:09
3. ""Arubaluba" (live) - 7:44

## Componență
- Andrew Latimer - chitară, flaut, voce la melodiile "Nimrodel/The Procession/The White Rider" și "Lady Fantasy"
- Peter Bardens - orgă, pian, Minimoog, Mellotron, voce la melodia "Freefall", clavinet
- Doug Ferguson - chitară bas
- Andy Ward - baterie, percuție